# 966e Vestingsbrigade
De 966e Vestingsbrigade (Duits: Festungs-Brigade 966) was een Duitse brigadestaf van de Wehrmacht tijdens de Tweede Wereldoorlog.

## Oprichting en krijgsgeschiedenis
De brigade werd opgericht op 4 juli 1944 op Kefalonia in Griekenland door omdopen van de daar al aanwezige staf Festungs-Infanterie-Regiment 966.
De brigade bleef op Kefalonia tot de Duitse terugtrekking uit Griekenland. Op 13 september 1944 werd de brigade geëvacueerd per schip naar Preveza op het Griekse vasteland. Daarop volgde een terugtocht via Ioannina richting en door Macedonië. Met de rest van Heeresgruppe E werd teruggetrokken naar het noorden, via Kosovo, door Bosnië naar Sarajevo. De brigade kwam daar op 23 januari 1945 aan. Daar verbleef de brigade tot de Duitse terugtrekking uit de stad eind maart 1945. De brigade trok daarop mee terug naar het noorden. Op 18 april bevond de brigade zich net ten zuiden van Derventa.

## Bovenliggende bevelslagen
| Legerkorps            | Leger          | Legergroep     | Plaats/regio                                 | Begin         | Eind          |
| --------------------- | -------------- | -------------- | -------------------------------------------- | ------------- | ------------- |
| 22e Bergkorps         | Heeresgruppe E | Heeresgruppe F | Kefalonia - Griekenland - Macedonië - Kosovo | 4 juli 1944   | november 1944 |
| 91e Legerkorps z.b.V. | Heeresgruppe E | Heeresgruppe F | Oost-Bosnië – Sarajevo                       | november 1944 | januari 1945  |
| 21e Bergkorps         | Heeresgruppe E | Heeresgruppe F | Sarajevo                                     | januari 1945  | februari 1945 |
| 34e Legerkorps z.b.V. | Heeresgruppe E | OB Südost      |                                              | maart 1945    |               |
| 21e Bergkorps         | Heeresgruppe E | OB Südost      | Kroatië                                      | april 1945    |               |

## Commandanten
| Rang  | Naam                | Begin            | Eind             |
| ----- | ------------------- | ---------------- | ---------------- |
| Major | Friedrich Spitäller | 4 juli 1944      | 9 september 1944 |
|       | ??                  | 9 september 1944 | april/mei 1945   |

Vestingsbrigade Almers · Vestingsbrigade Belfort · Vestingsbrigade Korfoe · Vestingsbrigade Kreta · 1e Vestingsbrigade Kreta · 2e Vestingsbrigade Kreta · Vestingsbrigade Lofoten · Vestingsbrigade Sebastopol · 135e Vestingsbrigade · 939e Vestingsbrigade · 963e Vestingsbrigade · 964e Vestingsbrigade · 966e Vestingsbrigade · 967e Vestingsbrigade · 968e Vestingsbrigade · 969e Vestingsbrigade · 1017e Vestingsbrigade